# Partito Comunista d'Austria
Il Partito Comunista d'Austria (in tedesco Kommunistische Partei Österreichs, KPÖ) è un partito politico austriaco. Nato nel 1918, è oggi il più antico dei partiti in Austria. Fu proibito e duramente represso sotto il regime austrofascista di Engelbert Dollfuss e Kurt von Schuschnigg (1933-1938) e sanguinosamente perseguitato durante il periodo nazista successivo all'Anschluss (dal 1938 al 1945). Esso ha avuto un ruolo fondamentale nella Resistenza austriaca.

## Storia

### Fondazione
Il Partito è stato ufficialmente fondato il 3 novembre 1918 da Ruth Fischer assieme ad altri operai che stavano scioperando sull'onda lunga della Rivoluzione russa. Il 12 novembre del 1918 il Partito cercò anche di attuare, senza successo, una rivoluzione. Importante notare come il Governo sovietico non approvò né aiutò i ribelli austriaci.

### Situazione attuale
Il KPÖ non è rappresentato nel Parlamento austriaco, ma soltanto in governi locali e specialmente quello della città di Graz dove, nelle elezioni del 2003, ha ottenuto il 20,5% dei voti. Il leader del KPÖ della Stiria, Ernest Kaltenegger, è però entrato in contrasto con la linea della direzione nazionale del partito. Alle successive elezioni del 2008 Kaltenegger non si è candidato, e il partito è drasticamente caduto all'1,12%. Il 30 marzo 2009, Ernst Kaltenegger e il presidente del KPÖ della Stiria, Ernst Parteder, hanno annunciato il loro prossimo ritiro dalla vita politica, per favorire il rinnovamento generazionale in seno al Partito.
Alle elezioni statali in Stiria del 2019 il partito ottiene il 5,99% dei voti e due seggi nel Landtag della Stiria.
Nel voto amministrativo per l'elezione del sindaco di Graz del 26 settembre 2021 il KPÖ si afferma come primo partito con il 28,9%, risultato che porta all'elezione della capolista Elke Kahr a sindaca della città.
Alle elezioni statali nel Salisburghese del 2023 il KPÖ ottiene l'11,7% dei voti e vince 4 seggi nel Landtag del Salisburghese, nel quale era assente dal 1949, con un aumento dell'oltre l'11% dei voti rispetto alla precedente tornata elettorale.
Alle elezioni parlamentari in Austria del 2024 il partito ottiene il suo miglior risultato dal 1962, con oltre 110.000 voti e il 2,35% dei voti, non abbastanza per superare la soglia di sbarramento.

## Risultati elettorali

### Parlamentari
| Elezione          | Voti    | %    | Seggi   |
| ----------------- | ------- | ---- | ------- |
| Parlamentari 1920 | 27 386  | 0,92 | 0 / 183 |
| Parlamentari 1923 | 22 164  | 0,67 | 0 / 165 |
| Parlamentari 1927 | 16 119  | 0,44 | 0 / 165 |
| Parlamentari 1930 | 20 951  | 0,57 | 0 / 165 |
| Parlamentari 1945 | 174 257 | 5,42 | 4 / 165 |
| Parlamentari 1949 | 213 066 | 5,08 | 5 / 165 |
| Parlamentari 1953 | 228 159 | 5,28 | 4 / 165 |
| Parlamentari 1956 | 192 438 | 4,42 | 3 / 165 |
| Parlamentari 1959 | 142 578 | 3,27 | 0 / 165 |
| Parlamentari 1962 | 135 520 | 3,04 | 0 / 165 |
| Parlamentari 1966 | 18 636  | 0,41 | 0 / 165 |
| Parlamentari 1970 | 44 750  | 0,98 | 0 / 165 |
| Parlamentari 1971 | 61 762  | 1,36 | 0 / 183 |
| Parlamentari 1975 | 55 032  | 1,19 | 0 / 183 |
| Parlamentari 1979 | 45 280  | 0,96 | 0 / 183 |
| Parlamentari 1983 | 31 912  | 0,66 | 0 / 183 |
| Parlamentari 1986 | 35 104  | 0,72 | 0 / 183 |
| Parlamentari 1990 | 25 682  | 0,55 | 0 / 183 |
| Parlamentari 1994 | 11 919  | 0,26 | 0 / 183 |
| Parlamentari 1995 | 13 939  | 0,29 | 0 / 183 |
| Parlamentari 1999 | 22 016  | 0,48 | 0 / 183 |
| Parlamentari 2002 | 27 568  | 0,56 | 0 / 183 |
| Parlamentari 2006 | 47 578  | 1,01 | 0 / 183 |
| Parlamentari 2008 | 37 762  | 0,76 | 0 / 183 |
| Parlamentari 2013 | 48 175  | 1,03 | 0 / 183 |
| Parlamentari 2017 | 39 689  | 0,78 | 0 / 183 |
| Parlamentari 2019 | 32 736  | 0,69 | 0 / 183 |
| Parlamentari 2024 | 110 439 | 2,35 | 0 / 183 |

### Europee
| Elezione     | Voti    | %    | Seggi  |
| ------------ | ------- | ---- | ------ |
| Europee 1996 | 17 656  | 0,47 | 0 / 21 |
| Europee 1999 | 20 497  | 0,73 | 0 / 21 |
| Europee 2004 | 19 530  | 0,78 | 0 / 18 |
| Europee 2009 | 18 926  | 0,65 | 0 / 18 |
| Europee 2014 | 60 451  | 2,14 | 0 / 18 |
| Europee 2019 | 30 086  | 0,80 | 0 / 18 |
| Europee 2024 | 104 245 | 2,96 | 0 / 20 |